# 靜岡新聞

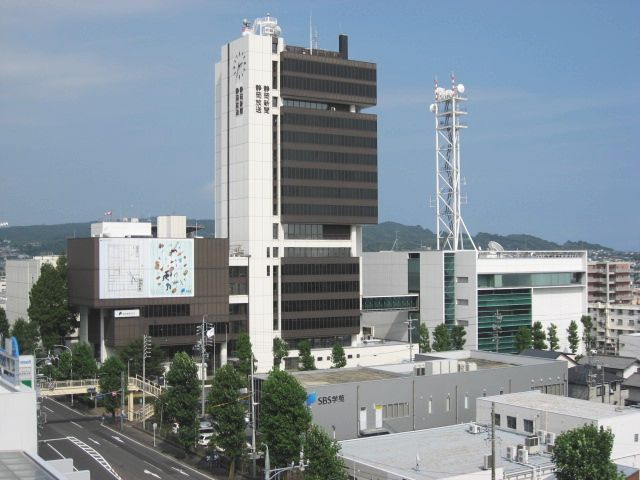
靜岡新聞放送會館（照片中最高者）

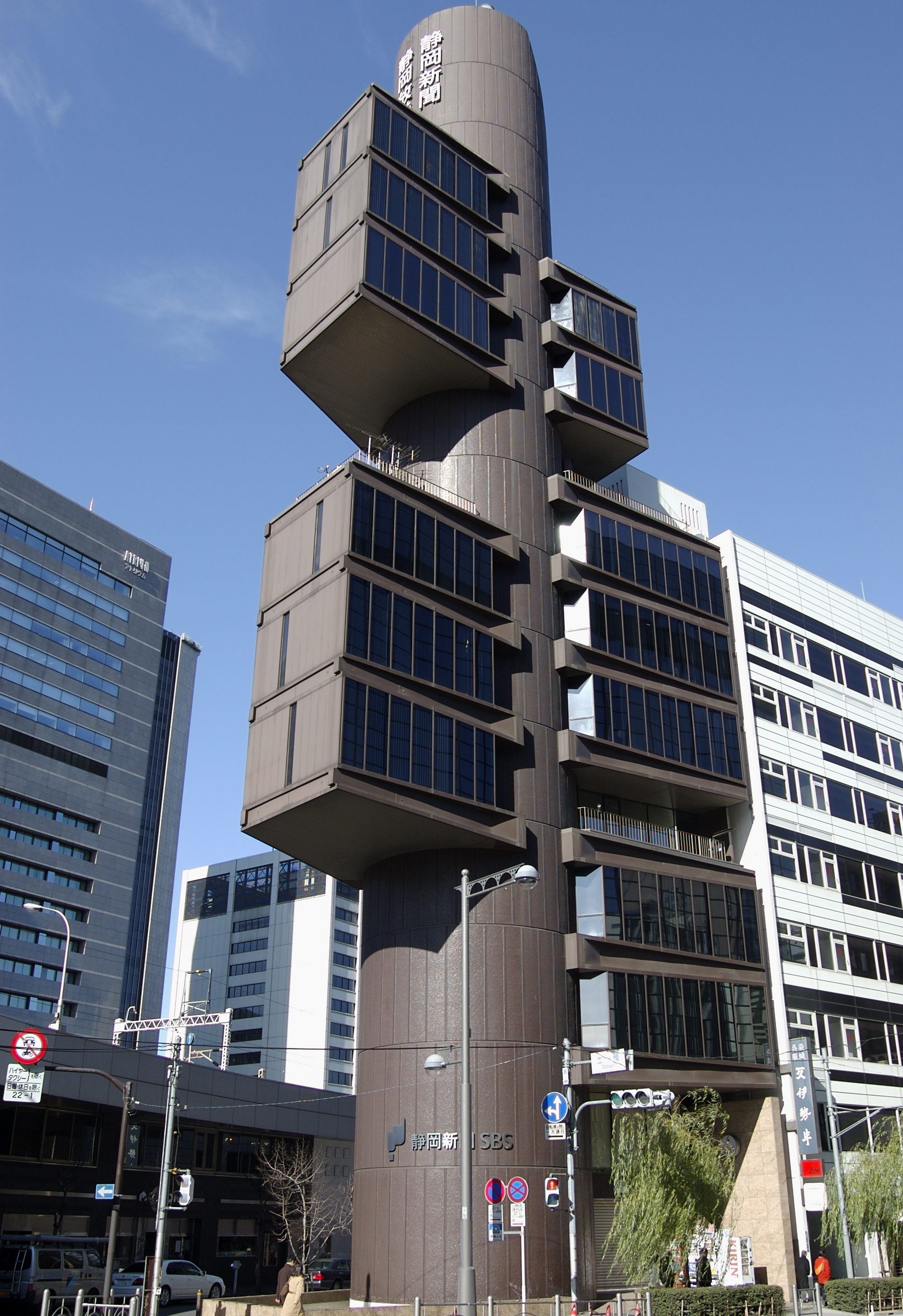
靜岡新聞·靜岡放送東京支社大廈

静岡新聞（日语：／）是由静岡新聞社（本部:静岡市駿河區）發行的一家地方報紙。創刊于1941年12月1日。是靜岡縣內第一大地方報。與静岡放送(SBS)一起組成了「靜新SBS集團」。該報也是地方報紙中少有的保守派的報紙。靜岡新聞和山梨縣的山日YBS集團亦有友好關係。

## 外部連結
- 静岡新聞
- 静岡新聞・SBS